# 리베르타 광장 (피렌체)

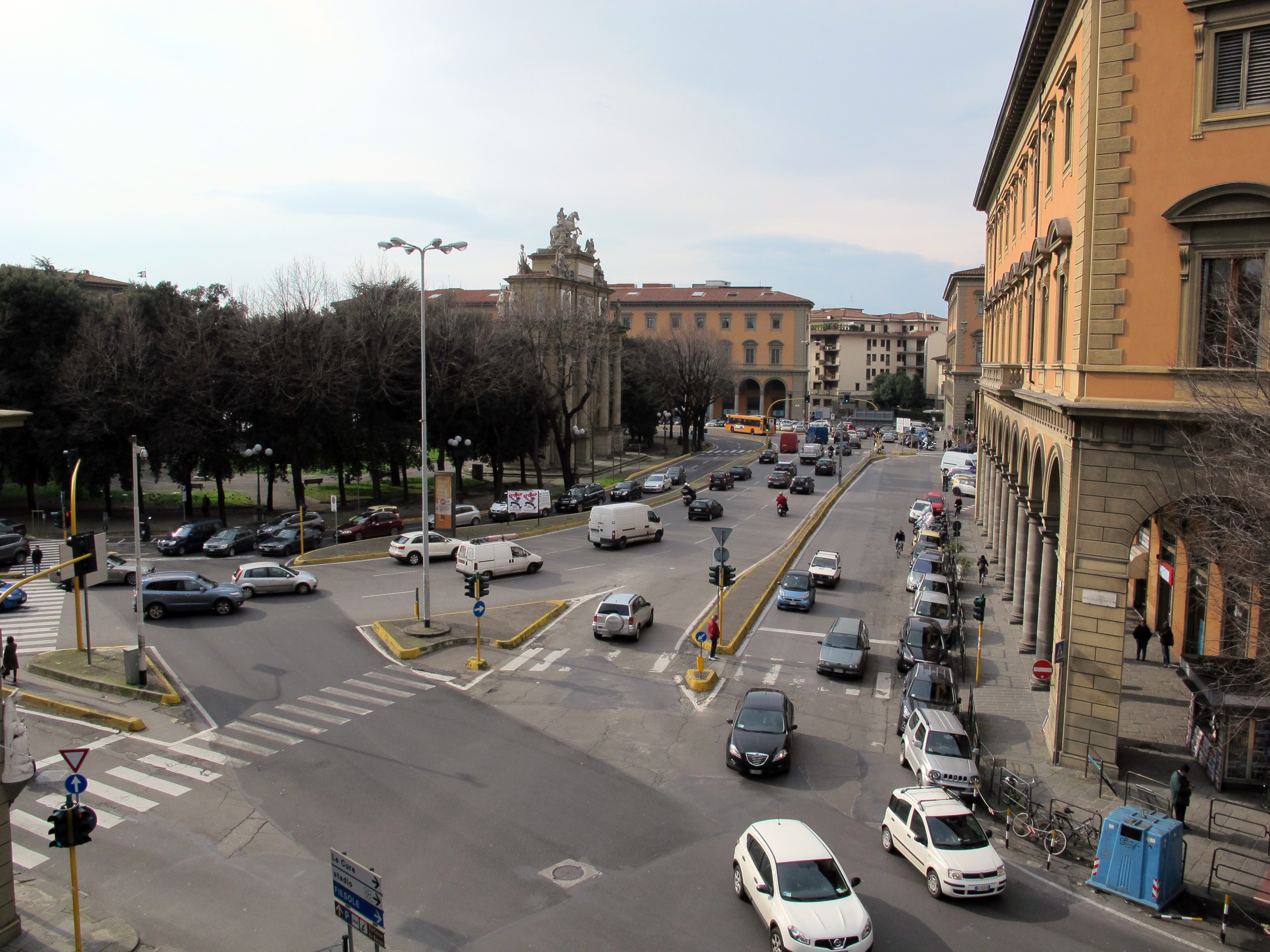
리베르타 광장

리베르타 광장(이탈리아어: Piazza della Libertà)은 이탈리아 피렌체에 있는 광장이다.